# الإدارة القائمة على النظم البيئية
الإدارة القائمة على النظم البيئية هي نُهج للإدارة البيئية تهتم بالمجموعة الكاملة للتفاعلات داخل النظام البيئي، بما في ذلك البشر، بدلًا من النظر في مسائل أو أنواع منفردة أو موارد النظام البيئي بمعزل عن غيرها. يمكن تطبيق تلك النُهج على الدراسات في البيئتين البرية والبحرية، وذلك في ظل التحديات التي تُعزى إلى كليهما. في المجال البحري، يصعُب جدًا تحديد النُهج كميًا، بسبب الأنواع كثيرة الارتحال، فضلًا عن العوامل البيئية والبشرية سريعة التغير، التي يمكن أن تغير الموطن بسرعة. للتمكن من إدارة مصائد الأسماك بكفاءة وفعالية، أصبح من الأفضل، على نحو متزايد، فهم الجوانب البيولوجية للأنواع قيد الدراسة والمتغيرات البيئية التي تواجهها. من بين المتغيرات التي يجب أن تؤخذ في الاعتبار من أجل الفهم الكامل لتنفيذ نُهج «الإدارة القائمة على النظم البيئية» هي: وفرة السكان وبنية معيشتهم، وسمات تاريخ الحياة، والمنافسة مع الأنواع الأخرى-حيث تتواجد السلالات في شبكة الأغذية المحلية- وتقلبات المد والجزر، وأنماط الملوحة، والتأثيرات بشرية المنشأ. تطور مؤخرًا الاهتمام بالإدارة القائمة على النظم البيئية في المجال البحري، استجابة لتزايد الإدراك بتدهور حالة مصائد الأسماك والنظم البيئية للمحيطات. ومع ذلك، بسبب عدم وجود تعريف واضح وتنوع المشاركة في البيئة، فإن التنفيذ كان يسري على نحو بطئ.
نشأت الإدارة القائمة على النظم البيئية البرية (التي يُشار إليها في كثير من الأحيان باسم إدارة النظم البيئية) أثناء النزاعات على كل من حماية الأنواع المهددة بالانقراض (ولا سيما البومة الشمالية المخططة)، والمحافظة على الأراضي، والمياه، وحقوق الرعي والأخشاب في غرب الولايات المتحدة في ثمانينات القرن العشرين وتسعيناته.

## نبذة تاريخية
تُعد الأصول المنهجية للإدارة القائمة على النظم البيئية متأصلة في سياسة إدارة النظم البيئية المطبقة على البحيرات العظمى في أمريكا الشمالية في أواخر سبعينيات القرن العشرين. استند تشريع، «اتفاق حوض البحيرات العظمى وجودة مياه البحيرات العظمى لعام 1978»، إلى الادعاء القائل بأنه «لا تُعد المنتزهات الوطنية بمثابة جزر»، وذلك بغرض إظهار أن الحماية الصارمة للمنطقة ليست أفضل طريقة للحفاظ عليها. غير أن هذا النوع من نظم الإدارة كان فكرة بدأت قبل وقت طويل وتطورت من خلال اختبار وتحدي الممارسات الشائعة لإدارة النظم البيئية.
قبل الإنشاء الكامل لنظم الإدارة، فإنه يمكن إرجاع تطورها التاريخي إلى ثلاثينيات القرن العشرين. خلال هذه الفترة، أدركت الأوساط العلمية، التي درست علم البيئة، أن النُهج الحالية لإدارة المتنزهات الوطنية لا توفر حماية فعالة للأنواع الموجودة داخلها. في عام 1932، أدركت لجنة دراسة المجتمعات النباتية والحيوانية التابعة للجمعية الأميركية للبيئة أن المتنزهات الوطنية في الولايات المتحدة تحتاج إلى حماية كل النظم البيئية الموجودة داخل المتنزهات، وذلك من أجل إنشاء مأوى شامل يعمل على نحو كامل، وأن تكون مستعدة للتعامل مع التقلبات الطبيعية في بيئتها. شرحت اللجنة أيضًا أهمية التعاون المشترك بين الوكالات وتحسين التعليم العام، وتحدت أيضًا الفكرة القائلة بأن الإدارة السليمة للحدائق من شأنها أن «تحسن» الطبيعة. أصبحت هذه الأفكار أساس الإدارة الحديثة القائمة على النظم البيئية.
مع تغير فهم كيفية إدارة النظم البيئية، نشأت مبادئ جديدة في نظم الإدارة. قدم عالما الأحياء جورج رايت وبن طومسون حسابًا عن حجم المتنزهات وحدودها وساهما في إعادة هيكلة كيفية رسم حدود المتنزهات. أوضح رايت وطومسون كيف أن الثدييات كبيرة الحجم، على سبيل المثال، لا يمكن رعايتها داخل المناطق المقيدة في المتنزه الوطني، ومن أجل حماية هذه الحيوانات ونظمها البيئية سيلزم اتباع نهج جديد. حذا علماء آخرون حذوهم، ولكن لم ينجح أي منهم في وضع نهج واضح المعالم للإدارة القائمة على النظم البيئية.
في عام 1979، عادت أهمية الإدارة القائمة على النظم البيئية إلى الظهور في علم البيئة من جانب اثنين من علماء الأحياء، هما: جون وفرانك كريغيد. وجد هذان العالمان أن الدببة الرمادية في منتزه يلوستون الوطني لا تستطيع أن تتغذى وتحافظ على مجتمعها إذا سُمح لهم بالعيش ضمن حدود المنتزه فقط. عزز ذلك الفكرة القائلة بضرورة إيجاد تعريف أوسع لما يحدد النظام البيئي، وهو ما يشير إلى أنه يستند إلى المتطلبات الحيوية لأكبر الثدييات الموجودة. [بحاجة لمصدر]
بدأت فكرة الإدارة القائمة على النظم البيئية تشيع وتنتشر، وعكست مشاريع المتنزهات الوطنية الأمريكية فكرة حماية النظام البيئي بأكمله، وليس بناءً على قيود قانونية أو بيئية مثلما كان مستخدمًا من قبل. في عام 1988، نشر جيم آجي وداريل جونسون تقريرًا مطولًا عن إدارة النظم البيئية يوضحان فيه الإطار النظري للإدارة. في حين أنهما لم يتبنيا، على نحو كامل، فكرة الإدارة القائمة على النظم البيئية بسبب دعوتهما المستمرة إلى وضع «حدود بيئية»، فقد ذكرا أهمية «الأهداف الإدارية المعلنة بوضوح، والتعاون المشترك بين الوكالات، ورصد نتائج الإدارة، والقيادة على مستويات السياسات القومية». الأهم من ذلك، هو مطالبتهما بالاعتراف بالتأثير البشري. قيل إنه يجب على العلماء أن يضعوا في اعتبارهم «السياق الاجتماعي المعقد لعملهم» وأن يتجهوا دائمًا نحو «الظروف المرغوبة اجتماعيًا». هذه الحاجة إلى فهم الجوانب الاجتماعية للإدارة العلمية هي الخطوة الأساسية للانتقال من الإدارة البيئية إلى الإدارة القائمة على النظم البيئية.
على الرغم من أن هذا النهج لا يزال معترفًا به، فإن النقاش لا يزال دائرًا حول الإدارة القائمة على النظم البيئية. يرى غرامبين (1994) أن النهج، وإن كان قد تطور، فإنه لم يُدمج بالكامل في الممارسات الإدارية، لأنه لم يتضح بعد أكثر أشكاله فعالية. يوضح غرامبين أن المناخ البيئي الحالي يستدعي اتباع نهج شمولي للإدارة البيئية. يُعزى ذلك جزئيًا إلى الانخفاض السريع في التنوع الحيوي وإلى استمرار تغير الآراء المجتمعية والسياسية عن الطبيعة. أدت الصراعات على المصلحة العامة وفهم العالم الطبيعي إلى خلق مناخات اجتماعية وسياسية تتطلب التعاون المشترك بين الوكالات، وهو ما يشكل العمود الفقري للإدارة القائمة على النظم البيئية.

## وصلات خارجية
- Adaptive Management
- Advancing EBM Toolkit
- EBM Tools Network
- Ecosystem Management Initiative
- Resilience